# Торосозерка
Торосозерка — река в России, протекает по Муезерскому району Карелии.  Впадает в озеро Гимольское. Длина реки составляет 3,5 км, площадь водосборного бассейна — 428 км².

## Бассейн
Торосозерка вытекает из озера Торос, в которое впадает Суккозерка, несущая воды озёр Сулосъярви, Чангас, Таразма и Суккозеро, а также реки Сулос.
В 6 км восточнее реки проходит линия железной дороги Суоярви — Суккозеро, в 20 км юго-восточнее находится посёлок Гимолы, в 10 км северо-восточнее — посёлок Суккозеро.

## Данные водного реестра
По данным государственного водного реестра России относится к Балтийскому бассейновому округу, водохозяйственный участок реки — Свирь (включая реки бассейна Онежского озера), речной подбассейн реки — Свирь (включая реки бассейна Онежского озера). Относится к речному бассейну реки Нева (включая бассейны рек Онежского и Ладожского озера).
Код объекта в государственном водном реестре — 01040100212102000014997.